# Gollumjapyx smeagol
Gollumjapyx smeagol és una espècie d'hexàpode diplur cavernícola carnívor de la família dels japígids, que habita a les coves del nord del País Valencià i de les Terres de l'Ebre Els primers exemplars es van trobar durant la dècada del 1980, però l'espècie no va ser totalment descrita fins a 2006.

## Característiques
Diverses de les característiques de Gollumjapyx smeagol són pròpies del seu hàbitat subterrani, i originades per ell: és transparent (la seva cutícula no té pigmentació, ja que seria inútil en un mitjà on no hi ha llum); el seu tòrax, extremitats i altres apèndixs molt llargs; i les seves antenes són especialment sensitives, per suplir el sentit de la vista, inútil en la foscor.
D'altra banda, la seva grandària (mesura més de dos centímetres de longitud, el major hexàpode cavernícola de la península Ibèrica), així com la seva forta pinça i la flexibilitat del seu cos converteixen Gollumjapyx smeagol en un feroç depredador. Les seves preses típiques són els àcars i els escarabats del gènere Anillinus.

## Etimologia del binomial
Aquesta espècie va ser batejada en honor del hòbbit Gòl·lum, un personatge de les novel·les El hòbbit i El Senyor dels Anells, de l'escriptor britànic J. R. R. Tolkien: tant l'hexàpode com el personatge són d'origen epigeu (van sorgir a l'aire lliure), però tots dos es van adaptar a la vida subterrània, mutant i evolucionant cap a una nova espècie: «a més de fer l'ullet a la literatura i al cinema actual, aconseguim construir una metàfora, de forma molt senzilla, sobre la colonització i adaptació al medi subterrani». Vicente Ortuño, de la Universitat d'Alcalá, un dels codescubridors, va comentar: «hi ha certa tradició de dedicar les espècies de la fauna subterrània a algun ésser mitològic. A aquest animal volíem immortalitzar-lo d'aquesta forma, però com la mitologia grega i la romana estan molt gastades, recorrem a una mitologia moderna».
L'elecció del nom, allunyada de les tradicions clàssiques biològiques, va atreure molta atenció en mitjans aliens al món zoològic, però va provocar certa polèmica. A això els descobridors van respondre:
| « | (castellà) Somos conscientes de que los esfuerzos y recursos que a nivel mundial se dedican al estudio de los invertebrados son exiguos, en muchos casos hasta ridículos. A nuestro modo de ver, un «bautismo original» de un(os) nuevo(s) taxón(es), como es el caso que aquí ejemplificamos, rinde unos resultados óptimos que posteriormente redundarán en su mejor conocimiento (merced al interés despertado). Con ello habremos conseguido, y así ha ocurrido en nuestro caso, estimular la curiosidad de muchos neófitos y, a la vez, sacar de su letargo secular a las diferentes administraciones que deberían responsabilizarse de financiar la investigación zoológica para, finalmente, rendir cuentas en una comprometida y responsable política de conservación del medio natural. | (català) Som conscients que els esforços i recursos que a nivell mundial es dediquen a l'estudi dels invertebrats són minsos, en molts casos fins i tot ridículs. Al nostre parer, un «baptisme original» d'un(s) nou(s) tàxon(s), com és el cas que aquí exemplifiquem, rendeix uns resultats òptims que posteriorment redundaran en el seu millor coneixement (gràcies a l'interès despertat). Amb això haurem aconseguit, i així ha ocorregut en el nostre cas, estimular la curiositat de molts neòfits i, alhora, treure de la seva letargia secular a les diferents administracions que haurien responsabilitzar-se de finançar la investigació zoològica per, finalment, retre comptes en una compromesa i responsable política de conservació del medi natural. | » |
| — Alberto Sendra y Vicente M. Ortuño, «“La importancia de llamarse Ernesto” o la elección de un nombre científico acertado». | | |   |